# Konsylium
Konsylium (łac. consilium - narada) – narada lekarzy, mająca na celu ustalenie diagnostyki, badań dodatkowych oraz ostatecznej diagnozy  i sposobu terapii w razie skomplikowanych przypadków medycznych.
Dawniej słowem konsylium określano także każdą naradę w ważnej sprawie.